# 빨간 앵두
"빨간 앵두"(Red Cherry)는 한국에서 제작된 박호태 감독의 1982년 드라마, 멜로/로맨스 영화이다. 방희 등이 주연으로 출연하였고 정도환 등이 제작에 참여하였다.

## 출연

### 주연
- 방희
- 신영일
- 최윤석
- 김유진

## 기타
- 원작자: 최희숙
- 조명: 정경희
- 녹음: 손인호